# Aedes schlosseri
Aedes schlosseri är en tvåvingeart som beskrevs av John Nicholas Belkin 1962. Aedes schlosseri ingår i släktet Aedes och familjen stickmyggor. Inga underarter finns listade i Catalogue of Life.